# Gheorghe Slăniceanu

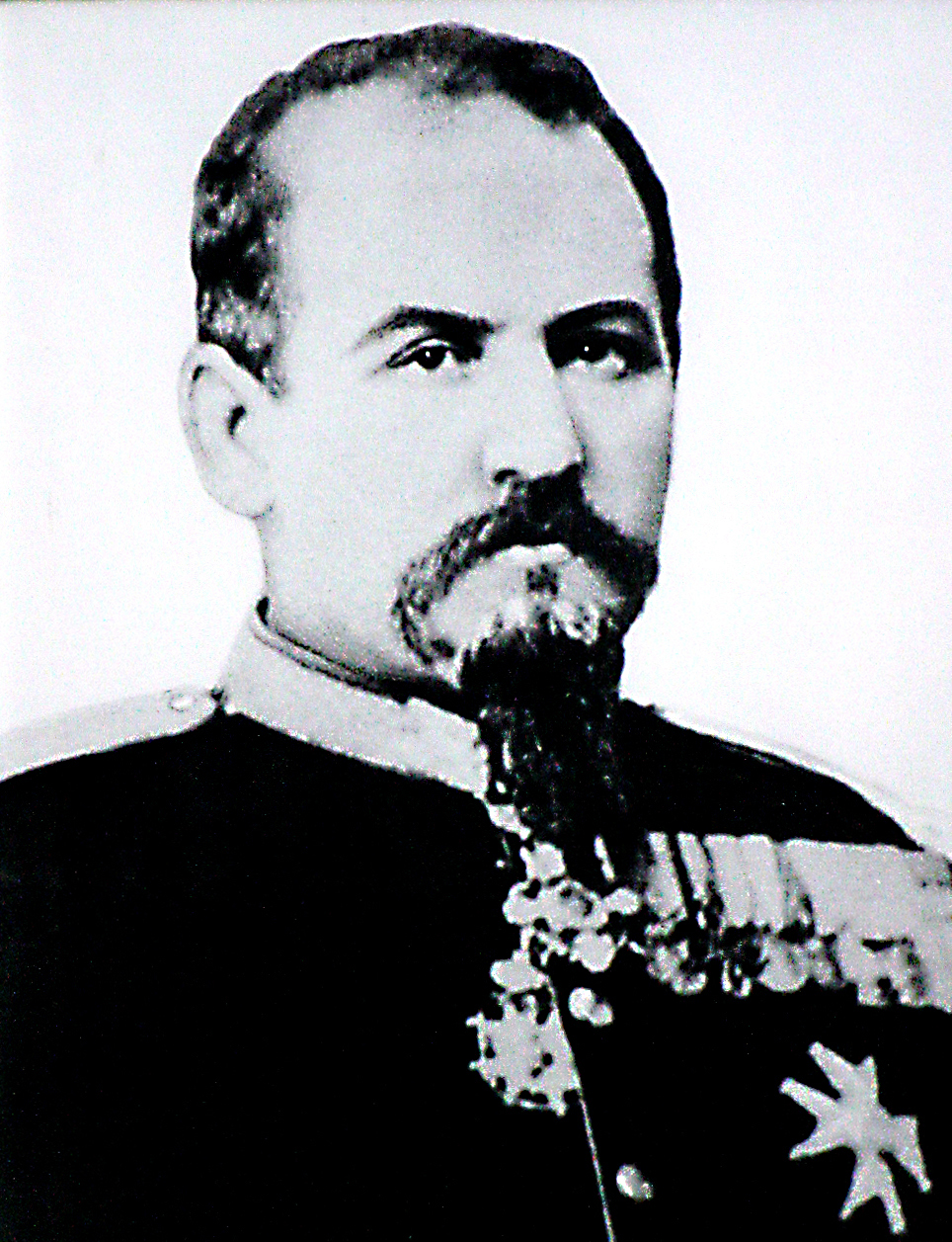
Generalul Gheorghe Slăniceanu.

George Slăniceanu (n. 23 aprilie 1835, București – d. 12 ianuarie 1885, San Remo, Italia) a fost un general român care a participat la activități militare și politice.

## Biografie
S-a născut la 23 aprilie 1835. A absolvit Școala Militară de Ofițeri din București în 1856 ca șef de promoție. În 1856 activează în calitate de sublocotenent la Regimentul 1 Infanterie și de la 8 mai 1858 în Biroul de Geniu.
În noiembrie 1859 este numit șef al secției a II-a din Corpul de Stat Major General al Armatei Principatelor Unite, iar în 20 decembrie este avansat la gradul de locotenent.

### Ministru de război
Ca ministru de război și șef al Statului Major General, în perioada premergătoare Războiului de Independență, a condus pregătirea de campanie a Armatei române și a redactat, împreună cu generalul Alexandru Cernat, "Planul de mobilizare, concentrare și acoperire strategică a frontierei de sud a țării".
S-a implicat efectiv în procesul de remodelare a Statului Major General și a comandamentelor Armatei de Operații.
În iulie 1877, a fost inclus în delegația română condusă de primul-ministru I. C. Brătianu la negocierile de comandament cu marele duce Nicolae, comandantul-șef al trupelor ruse de pe frontul din Balcani.
La 28 august/9 septembrie 1877, a luat parte la Consiliul de Război de la Radenita, unde s-a hotărât executarea asaltului general
din 30 august/11 septembrie 1877.

### Alte funcții
După război, a deținut din nou funcția de șef al Statului Major General (1878-1880, 1882-1883) și de ministru de război (1880-1881), precum și pe cea de inspector al Cavaleriei (1884), contribuind, alături
de alți specialiști români, la pregătirea textului Legii de organizare a comandamentelor militare din 1882, prin care se crea efectiv un Mare Stat Major ca organism distinct, inclus în organica Ministerului de Război.
A desfășurat o rodnică activitate teoretică îndeosebi în perioada premergătoare Războiului de Independență: "Drumurile de fier considerate ca linii de operații militare", "Manualul ostașului milițian, Curs de studii", "Tactică și strategie".
A fost unul dintre primii autori militari care a abordat în mod special problemele teoretice ale tacticii și strategiei, acordând o mare atenție aspectelor geografice ale celor două componente ale artei militare și deosebirii dintre acestea.
Pe lângă strategie și tactică, el considera că există și o a treia parte, pe care o denumise "politica războiului".
Contribuția sa teoretică de marcă este realizarea unei sinteze de început între arta militară franceză (Jomini, Napoleon) și cea germană (Clausewitz), cu preocupare pentru adaptarea lor la tradițiile ostășești
naționale.
A murit la 12 ianuarie 1885 la San Remo.